# Ludwig Schuster (Fußballspieler)
Ludwig Schuster (* 30. März 1951 in Ludwigshafen) ist ein ehemaliger deutscher Fußballspieler, der von 1975 bis 1978 in der Bundesliga für den FC Bayern München und den 1. FC Saarbrücken 47 Spiele absolvierte und drei Tore erzielte.

## Karriere

### Vereine

#### Nürnberg
Aus der Jugendabteilung von Ludwigshafener SC hervorgegangen wurde das 19-jährige Talent Schuster zur Saison 1970/71 vom 1. FC Nürnberg für die Regionalliga Süd verpflichtet. Am 26. September 1970 (9. Spieltag) wurde er beim 1:0-Heimerfolg gegen den ESV Ingolstadt erstmals eingewechselt. Trainer Barthel Thomas setzte die Nachwuchshoffnung in fünf Spielen der Runde ein. Der „Club“ gewann mit den Leistungsträgern Ferdinand Wenauer, Amand Theis, Dieter Nüssing, Rudi Kröner und Roland Stegmayer vor dem Karlsruher SC die Meisterschaft im Süden. In der Aufstiegsrunde 1971 war Schuster beim 2:0-Heimerfolg am 16. Juni gegen Borussia Neunkirchen aktiv. Nach nur einem Spieljahr beendete er seine Aktivität in Nürnberg und schloss sich zur Saison 1971/72 dem FC Bayern Hof an, der ebenfalls in der Regionalliga Süd seine Punktspiele austrug.

#### Hof
Hier entwickelte sich der technisch herausragende Mittelfeldspieler mit Spielmacherqualitäten rasch zum Stammspieler. Unter Trainer Herbert Wenz debütierte er zum Saisonstart beim 7:0-Heimerfolg über Hessen Kassel im Stadion Grüne Au und steuerte ein Tor bei. Mittelstürmer Wolfgang Breuer eröffnete die Runde dabei mit drei Treffern. Hof belegte hinter dem in 36 Spielen ungeschlagenen Meister Kickers Offenbach den zweiten Platz und zog damit in die Aufstiegsrunde ein. Nürnberg musste sich mit dem neunten Rang begnügen. In der Aufstiegsrunde war Schuster in allen acht Spielen gegen den Aufsteiger Wuppertaler SV und die weiteren Konkurrenten aus Osnabrück, Neunkirchen und Berlin aufgelaufen und hatte zwei Tore erzielt. In den zwei letzten Runden der Regionalliga – 1972/73 und 1973/74 – konnte Schuster mit seinen Mannschaftskollegen Reinhard Lippert, Werner Seubert, Siegfried Stark und Karl-Heinz Zapf nach dem Weggang des Torjägers Breuer zu Wacker Innsbruck, Hof nicht mehr in der Spitzengruppe halten und belegte Plätze im Mittelfeld der Tabelle. Hof qualifizierte sich für die neue 2. Fußball-Bundesliga Gruppe Süd zur Saison 1974/75 und belegte mit Trainer Heinz Elzner in deren Debütjahr hinter dem Karlsruher SC, FK Pirmasens und dem 1. FC Schweinfurt 05 den vierten Rang. Mittelfeldspieler Ludwig Schuster hatte 36 Spiele absolviert und dabei acht Treffer erzielt. Er bekam ein Angebot aus München und wechselte zur Saison 1975/76 in die bayerische Landeshauptstadt.

#### München
Trainer Dettmar Cramer wechselte den Neuzugang aus Hof zwar sofort am ersten Spieltag der Saison gegen Eintracht Braunschweig für Klaus Wunder ein und Schuster spielte auch in der ersten Runde im Europapokal der Landesmeister gegen Jeunesse Esch – im Rückspiel am 1. Oktober 1975 zeichnete er sich beim 3:1-Heimerfolg der Münchner als dreifacher Torschütze aus –, aber insgesamt konnte er sich nicht in der Stammformation des FC Bayern München behaupten. In der Bundesliga musste er sich mit sieben und im Fußball-Europapokal mit drei Einsätzen begnügen. In den Weltpokalspielen gegen Cruzeiro Belo Horizonte gehörte er nicht der Bayern-Elf an. Schuster nahm zur Saison 1976/77 das Angebot des 1. FC Saarbrücken an und wechselte in das Saarland.

#### Saarbrücken, Köln und Biel
Sportlich war der Klassenerhalt mit Saarbrücken und dabei der 6:1-Heimerfolg am 16. April 1977 (30. Spieltag) gegen den FC Bayern München das herausragende Ergebnis seines ersten Jahres im Ludwigspark. In der 88. Spielminute gelang Schuster gegen seinen vormaligen Verein der Treffer zum 6:1-Endstand. Roland Stegmayer zeichnete sich gar als vierfacher Torschütze aus. Im zweiten Jahr stieg Schuster mit Saarbrücken aus der Bundesliga ab, sein letztes Spiel absolvierte er am 18. März 1978 (30. Spieltag) bei der 1:2-Niederlage bei Borussia Dortmund. Insgesamt hat er von 1976 bis 1978 für Saarbrücken 40 Bundesligaspiele mit drei Torerfolgen absolviert.
Danach folgten drei Spielzeiten in der 2. Liga Nord bei Fortuna Köln, für die er in 62 Spielen 13 Tore erzielte. Seine Fußball-Karriere endete am 30. Juni 1982 in der Schweiz, wo er für den FC Biel-Bienne eine Saison lang aktiv war.

### Nationalmannschaft
Noch als Mittelfeldspieler der Jugendabteilung von Ludwigshafener SC kam Schuster in der DFB-Jugendauswahl zum Einsatz. Er debütierte am 22. September 1968 in Augsburg bei der 1:4-Niederlage gegen Jugoslawien. 1970 bestritt er sieben Spiele, davon vier in den Qualifikationsspielen für das UEFA-Turnier in Schottland und drei in den Gruppenspielen des Turniers. Am 1. März spielte er in Pilsen beim 1:0-Erfolg über die Auswahl der Tschechoslowakei, die im Rückspiel am 19. April in Passau mit 2:1 Toren bezwungen wurde. Dazwischen lagen die Spiele gegen die jugoslawische Auswahl: Der 1:0-Sieg am 15. März in Marburg/Lahn und die 0:1-Niederlage am 28. März in Zagreb. Nach zwei Siegen im Turnier (am 16. und 18. Mai in Aberdeen) mit 3:2 bzw. 2:1 gegen Wales bzw. die Schweiz schied die deutsche Auswahl am 20. Mai in Arbroath mit 1:2 gegen die Niederlande aus dem Turnier. Mitspieler waren u. a.: Klaus Beverungen, Rainer Bonhof, Paul Breitner, Volker Graul, Uli Hoeneß, Hartmut Huhse und Peter Reichel.

## Erfolge
- Meister der Regionalliga Süd 1971 mit dem 1. FC Nürnberg
- Zweiter der Regionalliga Süd 1972 mit dem FC Bayern Hof
- Dritter der Meisterschaft 1976 mit dem Bayern München
- Europapokalsieger der Landesmeister 1976 mit dem FC Bayern München
- Weltpokal-Sieger 1976 (ohne Einsatz) mit dem FC Bayern München